# Cocteau Twins
Pour les articles homonymes, voir Cocteau (homonymie).
Cocteau Twins [ˈkɒktoʊ ˈtwɪnz] est un groupe de musique écossais, originaire de Grangemouth, actif de 1979 à 1997. Emblématique du genre heavenly voices (ou ethereal wave), le style du groupe se caractérise par des tendances post-punk, dream pop et rock gothique.  
Les membres originaux sont Elizabeth Fraser (chant), Robin Guthrie (batterie, guitare) et Will Heggie (basse), remplacé par le multi-instrumentiste Simon Raymonde au début de la carrière du groupe.
Alors que tout le groupe a reçu des éloges de la critique, la voix soprano distinctive de la chanteuse Elizabeth Fraser a reçu le plus d'attention. Sa voix est considérée comme un instrument à part entière. Elle est aussi connue pour son perfectionnisme,.

## Biographie
Durant les années 1980, Cocteau Twins constitue l'un des fers de lance (avec d'autres groupes, tels Dead Can Dance, His Name Is Alive, Pixies ou Throwing Muses) du label indépendant anglais 4AD, l'un des plus influents de l'époque.  Entre 1982 et 1996, le groupe sort une dizaine d'albums ainsi qu'une quinzaine de EP (ou maxis 45 tours), contenant la plupart du temps des pièces inédites sur albums.
Leur premier album Garlands (1982), est comparé aux premiers Siouxsie and the Banshees (Elizabeth Fraser portait alors des tatouages représentant Siouxsie). Ce premier album assez marqué par les sonorités de l'époque évoque aussi leurs autres influences, (Joy Division ou The Birthday Party). Sortent ensuite Head over Heels (1983, premiers signes de ce qui fera le son très personnel de Cocteau Twins), Treasure (1984), véritable manifeste du groupe, à la fois pop et gothique, suivi de Victorialand (1986) et The Moon and the Melodies (1986, en collaboration avec le pianiste ambient californien Harold Budd). On peut citer aussi Blue Bell Knoll (1988) et Heaven or Las Vegas (1990), plus accessibles, sans doute, que leurs prédécesseurs. La voix aérienne de la chanteuse du groupe, Elizabeth Fraser, et les paroles obscures de ses chansons (en forme de glossolalie) sont l'un des traits les plus significatifs de la production de Cocteau Twins.
Après Heaven or Las Vegas, Cocteau Twins quitte le label 4AD pour signer sur une major à plus large diffusion. Ils sortent deux albums : Four-Calendar Café, en 1993, et Milk and Kisses, en 1996. Parmi les EP marquants, Sunburst and Snowblind (1983), The Spangle Maker (1984), Aikea-Guinea (1985), Tiny Dynamine (1985) ou Echoes in a Shallow Bay (1985) sont à signaler.
Plusieurs compilations existent, dont Stars and Topsoils publiée en 2001. Les membres du groupe ont également participé à diverses collaborations, en parallèle à la carrière de Cocteau Twins, notamment le projet collectif This Mortal Coil. Le premier livre consacré au groupe, Des Punks Célestes, a paru le 18 juillet 2013 aux éditions Camion Blanc.

## Style musical
La musique des Cocteau Twins est aérienne, à la fois mélancolique et légère mais surtout très abstraite, offrant une grande liberté d'interprétation à l'auditeur qui peut personnaliser son écoute à volonté. Leur musique est également décrite comme unique et sans filiation.

## Accueil

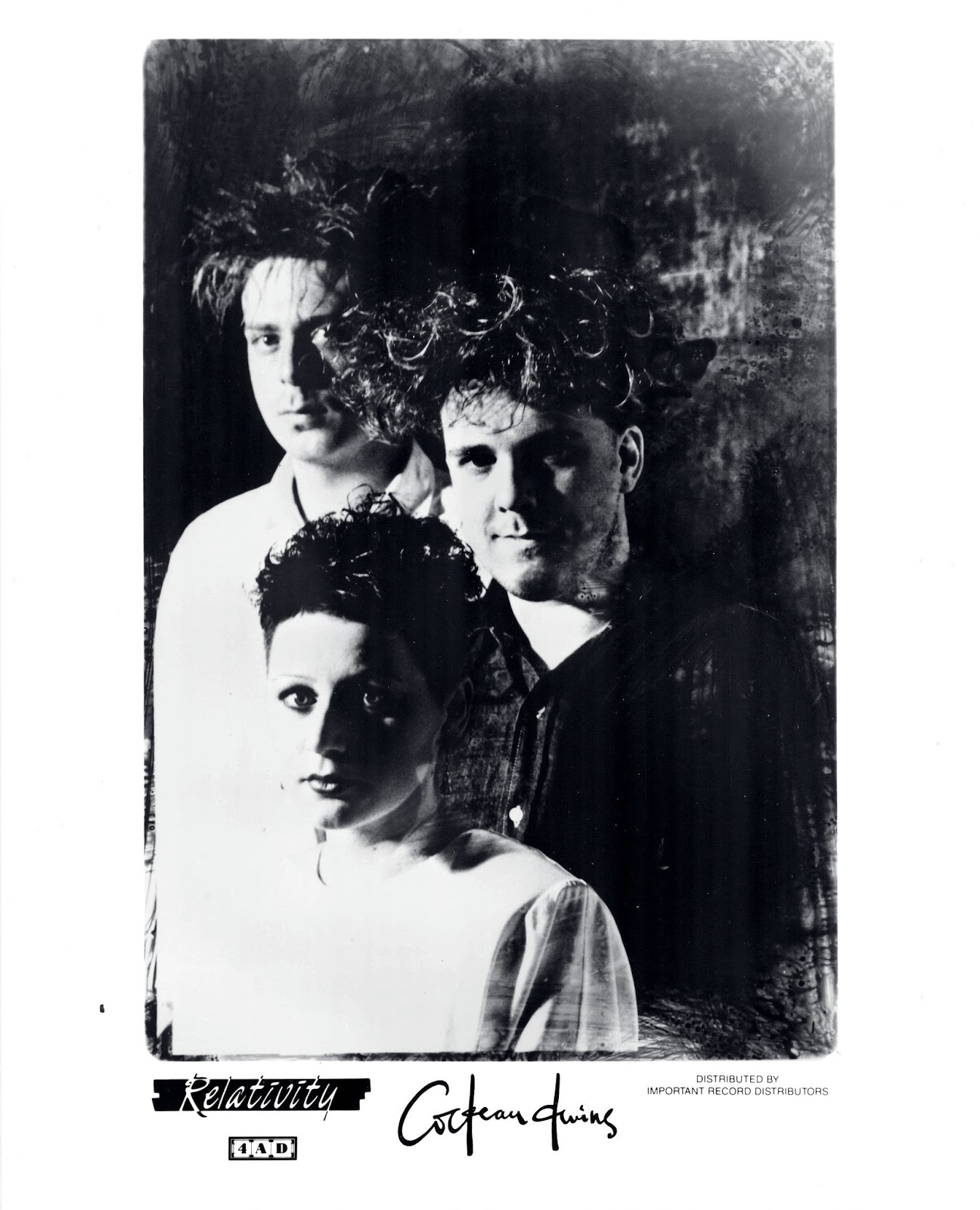
Image promotionnelle des Cocteau Twins en 1986.

En qualifiant la voix d'Elizabeth Fraser, certains journalistes l'ont baptisée « La voix de Dieu », ou encore « La voix de Dieu ressuscité ».

## Discographie

### Albums studio
- 1982 : Garlands
- 1983 : Head Over Heels
- 1984 : Treasure
- 1986 : Victorialand
- 1986 : The Moon and the Melodies (collaboration avec Harold Budd)
- 1988 : Blue Bell Knoll
- 1990 : Heaven or Las Vegas
- 1993 : Four-Calendar Café
- 1996 : Milk and Kisses

### Compilations
- 1985 : The Pink Opaque
- 1985 : Tiny Dynamine / Echoes in a Shallow Bay
- 1991 : Cocteau Twins Singles (coffret contenant 10 CD singles, dont un inédit)
- 1999 : BBC Sessions
- 2000 : Stars and Topsoils
- 2006 : Lullabies to Violaine Volume 1
- 2006 : Lullabies to Violaine Volume 2
- 2018 : Treasure Hiding: The Fontana Years (coffret contenant les 2 CD Four-Calendar Café et Milk And Kisses, + 2 CD EPs and B-Sides et B-Sides, Radio Sessions and Rarities)

### EP
- 1982 : Lullabies
- 1983 : Peppermint Pig
- 1983 : Sunburst and Snowblind
- 1984 : The Spangle Maker (incluant la chanson Pearly-Dewdrops' Drops)
- 1985 : Aikea-Guinea
- 1985 : Tiny Dynamine
- 1985 : Echoes in a Shallow Bay
- 1986 : Love's Easy Tears
- 1990 : Iceblink Luck
- 1993 : Evangeline
- 1993 : Snow
- 1994 : Bluebeard
- 1995 : Twinlights
- 1995 : Otherness
- 1996 : Tishbite 1
- 1996 : Tishbite 2
- 1996 : Violaine 1
- 1996 : Violaine 2
- 2005 : Lullabies To Violaine (Singles and Extended Plays 82-96) - Ce coffret de 4 CD limité à 10 000 exemplaires paraît le 21 novembre 2005 à l'occasion des 25 ans du label 4AD et regroupe l'intégralité des EP.

### Collaborations
- 1984 : It'll End in Tears de This Mortal Coil - Elizabeth Fraser, Robin Guthrie et Simon Raymonde participent au premier album de ce collectif britannique. Avec d'autres groupes du label 4AD, Dead Can Dance et quelques membres de Modern English. Liz Fraser sur Song to the Siren et Another Day. Robin Guthrie sur Song to the Siren. Simon Raymonde sur Kangaroo, Song to the Siren, The Last Ray, Barramundi et Not Me. Simon a aussi participé à l'écriture et à la composition de trois chansons originales de l'album.
- 1986 : Filigree in Shadow de This Mortal Coil - Simon Raymonde à la guitare, à la basse et aux claviers collabore au deuxième album du collectif. Simon sur 6 chansons, à savoir The Jeweller, Ivy and Neet, My Father, Come Here My Love, Alone et Red Rain. Il a aussi collaboré à l'élaboration de trois chansons originales.